# Cascante (Villena)
Cascante es una partida rural de Villena (Alicante, España), situada al noreste de su término municipal, entre la Sierra de San Cristóbal (o de la Villa) y la del Morrón. Su población censada en 2015 era de 96 habitantes (INE).

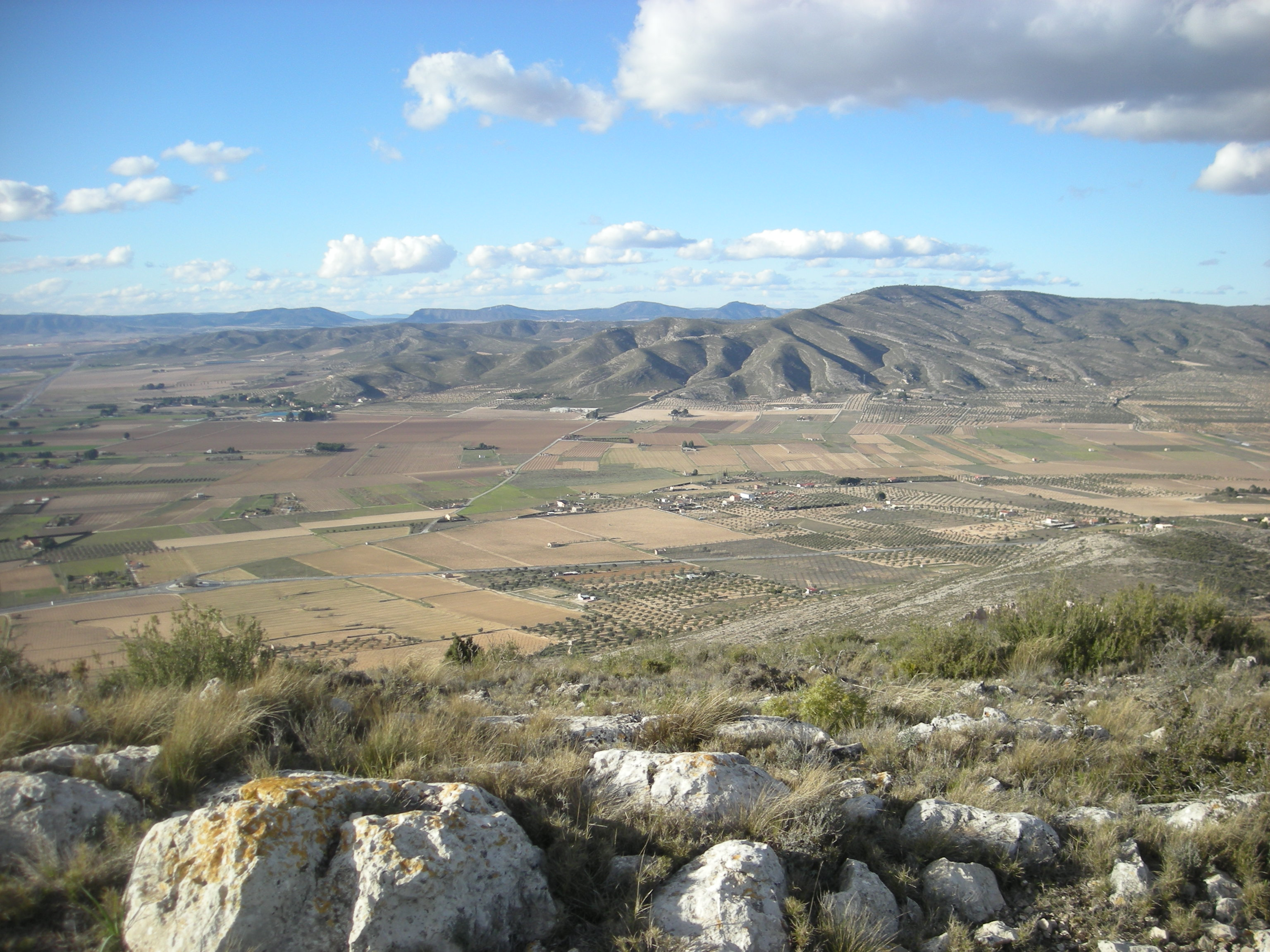
Vista de la partida de Cascante desde la Sierra de la Villa.

El nombre proviene de una finca que data al menos del siglo XV, cuando los Reyes Católicos la constituyeron mayorazgo del Capitán Mergelina, que había luchado a favor de éstos contra Juana la Beltraneja. Este mayorazgo, estaba, de hecho, repartido entre los reinos de Castilla y Aragón:

Ay una casa entre mojones de estos reynos de Castilla e los de Valençia, que se llama de Cascante. [...] [Es] una alqueria o cortijo con unas casas prinçipales a do ay mucho arbolado, e que tiene más de quinientas tahullas en rregadio en la parte e termino de la villa de Biar, rreyno de Valençia, y mucha tierra secano en rreyno de Castilla, termino de esta çiudad Villena.

La vía pecuaria llamada Cordel de Cascante, que discurre entre la Sierra del Morrón y la de San Cristóbal, conformó antiguamente parte de la frontera entre Castilla y Aragón establecida a raíz del Tratado de Almizra, como atestiguan los mojones que se han hallado en la zona. En la actualidad marca la frontera entre los términos de Villena y Cañada (que había pertenecido hasta 1775 al de Biar).
En sus cercanías se halla la Rambla del Panadero, lugar en que se encontró en 1963 el Tesoro de Villena. En 2008 la Comisión Territorial de Urbanismo de Alicante aprobó un proyecto de modificación del PGOU de Villena según el cual se edificarían unas 1700 viviendas en más de 90 km² de suelo en la zona de Cascante. Sin embargo, el proyecto se vio impugnado por la delegación del Gobierno, a raíz de un informe desfavorable de la Confederación Hidrográfica del Júcar y en la actualidad se halla paralizado.

## Demografía
| Población | 56 | 57 | 53 | 52 | 56 | 59 | 63 | 67 | 78 | 83 |